# Anne Queffélec

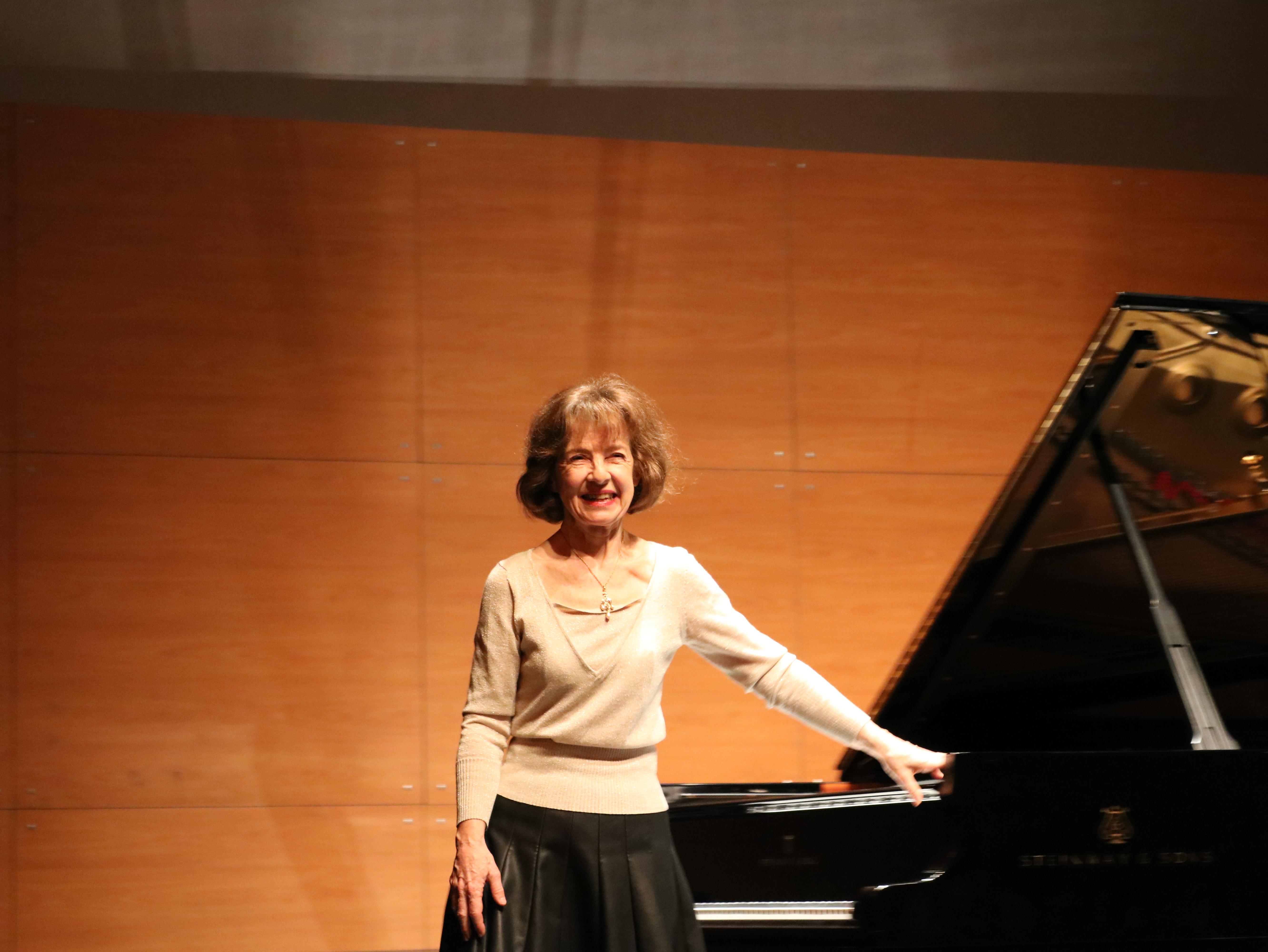
Anne Queffélec (2017)

Anne Queffélec (* 17. Januar 1948 in Paris, Frankreich) ist eine französische Pianistin.

## Leben und Wirken
Nach einer Ausbildung im Conservatoire national supérieur de musique et de danse de Paris studierte sie in Wien bei Alfred Brendel. Sie gewann Erste Preise bei den Internationalen Klavierwettbewerben in München (1968) und Leeds (1969), denen eine internationale Karriere folgte. Queffélec trat beispielsweise bei den Proms in London, dem Festival de La Roque-d’Anthéron oder der Folle Journée (Nantes) auf.
1990 erhielt sie bei den Victoires de la musique classique den Preis als Instrumentaler Solist des Jahres.

## Familie
Anne Queffélec wurde als Tochter des Schriftstellers Henri Queffélec geboren. Sie hat drei Brüder, darunter der Schriftsteller Yann Queffélec und der Mathematiker Hervé Queffélec. Aus ihrer Ehe mit Luc Dehaene entstammen zwei Söhne, ihr Sohn Gaspard Dehaene (* 1987) ist ebenfalls Pianist.

## Aufnahmen (Auszug)
- Johann Sebastian Bach: Contemplations (Mirare)
- Beethoven: Lettre à Élise (IOD)
- Chopin: De l’enfance à la plénitude (Mirare)
- Henri Dutilleux: L’Œuvre pour Piano (Virgin Classics)
- Fauré: Sonates pour piano et violon (mit Pierre Amoyal) (Erato)
- Joseph Haydn: Sonates et variations (Mirare)
- Ravel: Les deux concertos pour piano (mit Alain Lombard, Orchestre philharmonique de Strasbourg) (Erato)
- Satie: Gymnopédies, Gnossiennes, etc. (EMI)
- Satie & compagnie (Mirare), Diapason d’or de l’année 2013
- Satie: Piano works (EMI)
- Satie: Œuvre pour piano (EMI)
- Domenico Scarlatti: Sonate pour piano (WMI)
- Domenico Scarlatti: Ombre et lumière; 18 Sonates pour clavier (Mirare)
- Schubert: Œuvres pour piano à 4 mains (mit Imogen Cooper) (Erato)